# La patrulla perduda
 La patrulla perduda  (original: The Lost Patrol) és una pel·lícula estatunidenca dirigida per John Ford, estrenada el febrer de 1934 i doblada al català.

## Argument[2]
1917, desert de Mesopotàmia. L'oficial que mana una patrulla britànica és abatut per un tirador enemic. El sergent pren el comandament. Decideix prosseguir cap al Nord, esperant trobar-se amb la brigada. La patrulla acaba parant en un oasi. Els homes decideixen establir-hi un campament per a la nit. Però l'enemic és present, imperceptible i invisible. De matinada, els cavalls han desaparegut, i els homes que estaven de guàrdia són trobats morts.

## Repartiment
- Victor Mclaglen: El sergent
- Boris Karloff: Sanders
- Wallace Ford: Morelli
- Reginald Denny: George Brown
- J.M. Kerrigan: Quincannon
- Billy Bevan: Herbert Hale
- Alan Hale: Matlow Cook
- Brandon Hurst: El capità Bell
- Douglas Walton: Pearson
- Sammy Stein: Abelson
- Howard Wilson: l'aviador
- Paul Hanson: Jock Mackay
- Neville Clarke: el tinent Hawkins

## Premis i nominacions

### Nominacions
- Oscar a la millor banda sonora

## Al voltant de la pel·lícula[3]
- El rodatge es va desenvolupar del 31 d'agost al 22 de setembre al desert de Yuma, a Arizona.
- Aquesta pel·lícula és un remake de la pel·lícula homònima The Lost Patrol dirigida el 1929 per Walter Summers amb Cyril Mclaglen, el germà de Victor McLaglen.
- Primer gran paper dramàtic de Victor McLaglen.
- A propòsit de la pel·lícula Ford va declarar: «Era un estudi de personatges. S'havia de conèixer la història de cadascun d'aquests homes.»